# Johann Adam Wratislaw von Mitrowitz

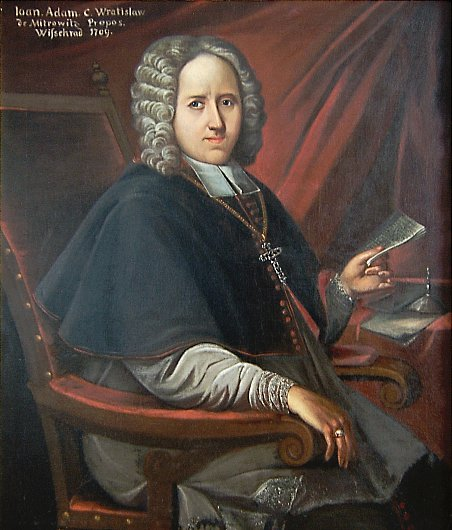
Bischof von Johann Adam Reichsgraf Wratislaw von Mitrowitz

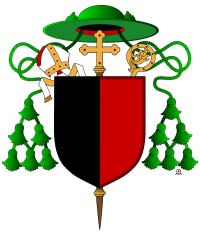
Wappen von Johann Adam Reichsgraf Wratislaw von Mitrowitz, Bischof von Leitmeritz

Johann Adam Wratislaw von Mitrowitz (auch: Johann Adam Reichsgraf Wratislaw von Mitrowitz; tschechisch Jan Adam hrabě Vratislav z Mitrovic; * 20. Mai 1677 in Chotoviny; † 2. Juni 1733 in Mödling, Niederösterreich) war Bischof von Königgrätz und von Leitmeritz sowie ernannter Erzbischof von Prag.

## Leben
Seine Eltern waren Wenzel Adalbert Wratislaw von Mitrowitz, Kreishauptmann des Bechiner Kreises, und Veronika, geb. von Rziczan. Sein jüngerer Bruder Johann Joseph Wratislaw von Mitrowitz war Bischof von Königgrätz und auch die Brüder Johann Augustin und Johann Wenzel übten geistliche Berufe aus.
Johann Adam Wratislaw von Mitrowitz studierte in Prag Philosophie und Kirchenrecht. Anschließend unternahm er eine Grand Tour, auf der er auch nach Rom kam. 1702 erwarb den akademischen Grad eines Dr. phil. Obwohl er kein förmliches Theologiestudium absolviert hatte, wurde er am 15. April 1702 zum Priester geweiht. Als Domherr und tschechischer Prediger am Veitsdom wurde er 1703 Geistlicher Rat und Assessor in der Diözesanverwaltung, 1707 Propst in Altbunzlau und 1709 Scholaster in Prag.

### Bischof von Königgrätz
Nach dem Tod des Königgrätzer Bischofs Tobias Johannes Becker nominierte ihn Kaiser Joseph I. zu dessen Nachfolger. Die päpstliche Bestätigung folgte am 12. Mai d. J. Die Bischofsweihe nahm der Graner Erzbischof Kardinal Christian August von Sachsen-Zeitz am 14. Juni d. J. vor, die Inthronisation erfolgte am 8. September 1711.
Während seiner Amtszeit wurde die bischöfliche Residenz vollendet und 1714 die Domherrenhäuser errichtet sowie der römische Märtyrer Klemens zum Schutzpatron der Diözese bestimmt. 1719 wurde Johann Adam Wratislaw von Mitrowitz zudem Propst von Allerheiligen in Prag.

### Bischof von Leitmeritz
Da Johann Adam Wratislaw von Mitrowitz während der Abwesenheit des Leitmeritzer Bischofs öfters in der Diözese Weihehandlungen vorzunehmen und dadurch den Sprengel kennengelernt hatte, nominierte ihn Kaiser Karl VI. nach dem Tode des Bischofs Hugo Franz von Königsegg-Rothenfels am 9. Januar 1721 zu dessen Nachfolger. Nach der bischöflichen Bestätigung vom 24. September 1721 trat er am 3. Mai 1722 sein Bischofsamt an.
In Leitmeritz, wo er den Ruf eines wohltätigen und aktiven Seelsorgers hatte, erhöhte er die Zahl der Seelsorgestellen und der Domkapläne. Nach der 1729 erfolgten Heiligsprechung des Johannes von Nepomuk veranlasste er 1730 zu dessen Ehren kirchliche Feierlichkeiten.

### Erhebung zum Prager Erzbischof
1733 bestimmte ihn der Kaiser zum Erzbischof von Prag. Die päpstliche Bestätigung und die damit verbundene Erhebung erlebte er nicht mehr, da er auf einer Rückreise aus Wien am 2. Juni 1733 in Mödling verstarb. Er wurde im Leitmeritzer Dom beigesetzt.